# Mīān Mīl
Mīān Mīl (persiska: میان میل, Mīānmīl, Meyān Mīl) är en ort i Iran.   Den ligger i provinsen Kermanshah, i den västra delen av landet, 500 km väster om huvudstaden Teheran. Mīān Mīl ligger 577 meter över havet och antalet invånare är 127.
Terrängen runt Mīān Mīl är kuperad söderut, men norrut är den platt. Runt Mīān Mīl är det ganska glesbefolkat, med 42 invånare per kvadratkilometer. Närmaste större samhälle är Sarpol-e Z̄ahāb, 3,5 km nordost om Mīān Mīl. Omgivningarna runt Mīān Mīl är i huvudsak ett öppet busklandskap.